# Ohio Attorney General

Siegel vom Ohio Attorney General

Der Ohio Attorney General gehört zu den konstitutionellen Ämtern des Staates Ohio. Der aktuelle Amtsinhaber ist Dave Yost, der seinen Posten im Januar 2019 antrat.

## Geschichte
Das Amt des Attorney Generals in Ohio wurde 1846 durch die Ohio General Assembly geschaffen. Seine Aufgaben umfassten damals die juristische Rechtsberatung der Staatsregierung, die Vertretung des Staates bei Rechtsstreiten und die Beratung von Staatsanwälten des Staates. Ursprünglich wurde der Attorney General von der Legislative ernannt. Mit der Verabschiedung der zweiten Verfassung von Ohio im Jahr 1851 wurde festgelegt, dass der Attorney General in Zukunft von der wahlberechtigten Bevölkerung von Ohio gewählt wird. Dabei wurden die Aufgaben des Attorney Generals zu diesem Zeitpunkt ganz allgemein gehalten.
Im Jahr 1952 erweiterte die Ohio General Assembly die Aufgaben des Attorney Generals um die Treuhandschaft für Wohltätigkeitsstiftungen und die Rechtsberatung von weiteren Regierungsbehörden. Des Weiteren wurde festgelegt, dass der Attorney General nur strafrechtlich verfolgt werden kann, wenn der Gouverneur von Ohio es schriftlich beantragt. Zu 1954 wurde die Amtszeit von zwei auf vier Jahre angehoben.
Nancy H. Rogers wurde 2008 zum Attorney General ernannt, um die Vakanz zu füllen, die durch den Rücktritt von Marc Dann entstand. Im selben Jahr, 2008, wurde eine Nachwahl in Ohio durchgeführt, um einen dauerhaften Ersatz zu finden. Der damalige Ohio State Treasurer Richard Cordray ging damals als Sieger aus dem Rennen. Er schlug dabei Michael Crites (R) und Robert M. Owens (I).
Der Solicitor General of Ohio ist der oberste Berufungsanwalt im Büro des Attorney Generals.
Im November 2014 sicherte der Attorney General Mike DeWine 22 Millionen Dollar aus einem Vergleich mit dem Kreditscore-Unternehmen ScoreSense, einem Tochterunternehmen von One Technologies. DeWine hatte zusammen mit der Illinois Attorney General, Lisa Madigan, und der Federal Trade Commission (FTC) Zivilklagen gegen das Unternehmen eingereicht. Die Verbraucher in Ohio und die Staatsregierung werden einen Teil der Vergleichssumme erhalten. Das FTC gab 2014 folgendes an:

“[One Technologies] lured customers with "free access" to their credit scores and then billed them a recurring fee of $29.95 per month ...”

„[One Technologies] lockte Kunden mit einem „freien Zugang“ zu ihren Kreditscores und berechnete ihnen dann eine wiederkehrende Gebühr von 29,95 Dollar pro Monat ...“

Über 200.000 Verbraucher hatten Beschwerde gegen das Unternehmen eingereicht.

## Liste der Ohio Attorney Generals
| #  | Attorney General             | Bild | Amtszeit  | Parteizugehörigkeit |
| -- | ---------------------------- | ---- | --------- | ------------------- |
| 1  | Henry Stanbery               |      | 1846–1851 | Whig                |
| 2  | Joseph McCormick             |      | 1851–1852 | Demokrat            |
| 3  | George E. Pugh               |      | 1852–1854 | Demokrat            |
| 4  | George Wythe McCook          |      | 1854–1856 | Demokrat            |
| 5  | Francis D. Kimball           |      | 1856      | Republikaner        |
| 6  | Christopher Wolcott          |      | 1856–1861 | Republikaner        |
| 7  | James Murray                 |      | 1861–1863 | Republikaner        |
| 8  | Lyman R. Critchfield         |      | 1863–1865 | Demokrat            |
| 9  | William P. Richardson        |      | 1865      | Unionist            |
| 10 | Chauncey N. Olds             |      | 1865–1866 | Republikaner        |
| 11 | William H. West              |      | 1866–1870 | Republikaner        |
| 12 | Francis Bates Pond           |      | 1870–1874 | Republikaner        |
| 13 | John Little                  |      | 1874–1878 | Republikaner        |
| 14 | Isaiah Pillars               |      | 1878–1880 | Demokrat            |
| 15 | George K. Nash               |      | 1880–1883 | Republikaner        |
| 16 | David Hollingsworth          |      | 1883–1884 | Republikaner        |
| 17 | James Lawrence               |      | 1884–1886 | Demokrat            |
| 18 | Jacob A. Kohler              |      | 1886–1888 | Republikaner        |
| 19 | David K. Watson              |      | 1888–1892 | Republikaner        |
| 20 | John K. Richards             |      | 1892–1896 | Republikaner        |
| 21 | Frank S. Monnett             |      | 1896–1900 | Republikaner        |
| 22 | John M. Sheets               |      | 1900–1904 | Republikaner        |
| 23 | Wade H. Ellis                |      | 1904–1908 | Republikaner        |
| 24 | Ulysses G. Denman            |      | 1908–1911 | Republikaner        |
| 25 | Timothy Sylvester Hogan      |      | 1911–1915 | Demokrat            |
| 26 | Edward C. Turner             |      | 1915–1917 | Republikaner        |
| 27 | Joseph McGhee                |      | 1917–1919 | Demokrat            |
| 28 | John G. Price                |      | 1919–1923 | Republikaner        |
| 29 | Charles C. Crabbe            |      | 1923–1927 | Republikaner        |
| 30 | Edward C. Turner             |      | 1927–1929 | Republikaner        |
| 31 | Gilbert Bettman              |      | 1929–1933 | Republikaner        |
| 32 | John W. Bricker              |      | 1933–1937 | Republikaner        |
| 33 | Herbert S. Duffy             |      | 1937–1939 | Demokrat            |
| 34 | Thomas J. Herbert            |      | 1939–1945 | Republikaner        |
| 35 | Hugh S. Jenkins              |      | 1945–1949 | Republikaner        |
| 36 | Herbert S. Duffy             |      | 1949–1951 | Demokrat            |
| 37 | C. William O’Neill           |      | 1951–1957 | Republikaner        |
| 38 | William B. Saxbe             |      | 1957–1959 | Republikaner        |
| 39 | Mark McElroy                 |      | 1959–1963 | Demokrat            |
| 40 | William B. Saxbe             |      | 1963–1969 | Republikaner        |
| 41 | Paul W. Brown                |      | 1969–1971 | Republikaner        |
| 42 | William J. Brown             |      | 1971–1983 | Demokrat            |
| 43 | Anthony J. Celebrezze junior |      | 1983–1991 | Demokrat            |
| 44 | Lee Fisher                   |      | 1991–1995 | Demokrat            |
| 45 | Betty Montgomery             |      | 1995–2003 | Republikaner        |
| 46 | Jim Petro                    |      | 2003–2007 | Republikaner        |
| 47 | Marc Dann                    |      | 2007–2008 | Demokrat            |
| 48 | Nancy H. Rogers              |      | 2008–2009 | Demokratin          |
| 49 | Richard Cordray              |      | 2009–2011 | Demokrat            |
| 50 | Mike DeWine                  |      | 2011–2019 | Republikaner        |
| 51 | Dave Yost                    |      | seit 2019 | Republikaner        |